# Комі-Перм'яцький автономний округ

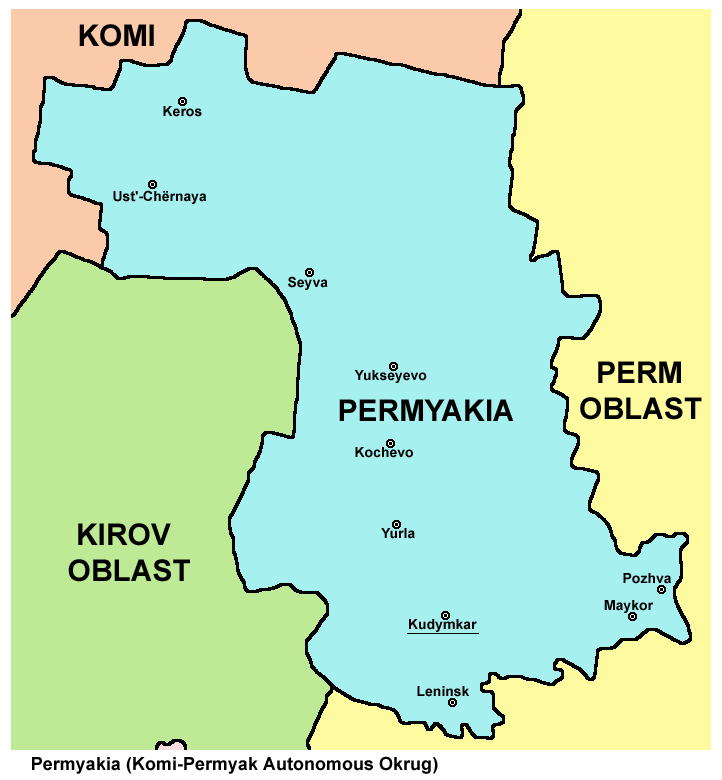

Комі-Перм'яцький автономний округ, Комі-Перм'яцький АО (рос. Коми-Пермяцкий автономный округ, комі-перм. Коми-Пермяцкöй автономнöй округ, комі Перем комиэзлӧн асъюралан кытш) — до 1 грудня 2005, суб'єкт Російської Федерації.
Площа — 32 770 км². Округ був розташований у пониззі Уральських гір, у верхньому басейні Ками. Населення — 132 824 осіб. Адміністративним центром округу було місто Кудимкар.

## Історія
Округ було утворено 26 лютого 1925 як Комі-Перм'яцький національний округ у складі Уральської області. 17 січня 1934 при поділі Уральської області увійшов до складу Свердловської області, а з виділенням з неї Пермської області 3 жовтня 1938 — до складу останньої. З 1977, Комі-Перм'яцький автономний округ. У 1992 Комі-Перм'яцький АО став самостійним суб'єктом федерації, продовжуючи перебувати у складі Пермської області, маючи з нею в договірні відносини.
25 січня 1935 ВЦВК затвердив нову районну мережу Комі-Перм'яцького округу.
У 2003 відбувся референдум, на якому жителі Пермської області та Комі-Перм'яцького АО підтримали об'єднання в єдиний суб'єкт федерації. Згідно з результатами референдуму, з 1 грудня 2005 Комі-Перм'яцький автономний округ об'єднано з Пермської областю, утворивши при злитті Пермський край з адміністративним центром у місті Пермі і втративши статус суб'єкта Російської Федерації. У складі Пермського краю було створено адміністративно-територіальне утворення з особливим статусом Комі-Перм'яцький округ.

## Ресурси Інтернету
- Komiperm.ru — портал Коми-Пермяцкого округа
- Федеральный Конституционный закон от 25.03.2004 N 1-ФКЗ — «Об образовании в составе Российской Федерации нового субъекта Российской Федерации в результате объединения Пермской области и Коми-Пермяцкого автономного округа» (одобрен СФ ФС РФ 24.03.2004)
- Недостижимая симметрия: об итогах «укрупнения» субъектов Российской Федерации  [Архівовано 30 Березня 2014 у Wayback Machine.]